# Letteratura in lingua veneta
La letteratura in lingua veneta affonda le sue radici nella produzione di testi poetici e in prosa in lingua volgare, che si sviluppa nell'area corrispondente all'incirca all'odierna regione Veneto a partire dal XII secolo. La letteratura veneta, dopo un primo periodo di splendore nel Cinquecento con il successo di artisti come il Ruzante, giunge al suo massimo apogeo nel Settecento, grazie all'opera del suo massimo esponente, il drammaturgo Carlo Goldoni. Successivamente la produzione letteraria in lingua veneta subisce un periodo di declino a seguito della caduta della Repubblica di Venezia, riuscendo comunque nel corso del Novecento a raggiungere vette liriche mirabili con poeti come Biagio Marin di Grado.

## Le origini

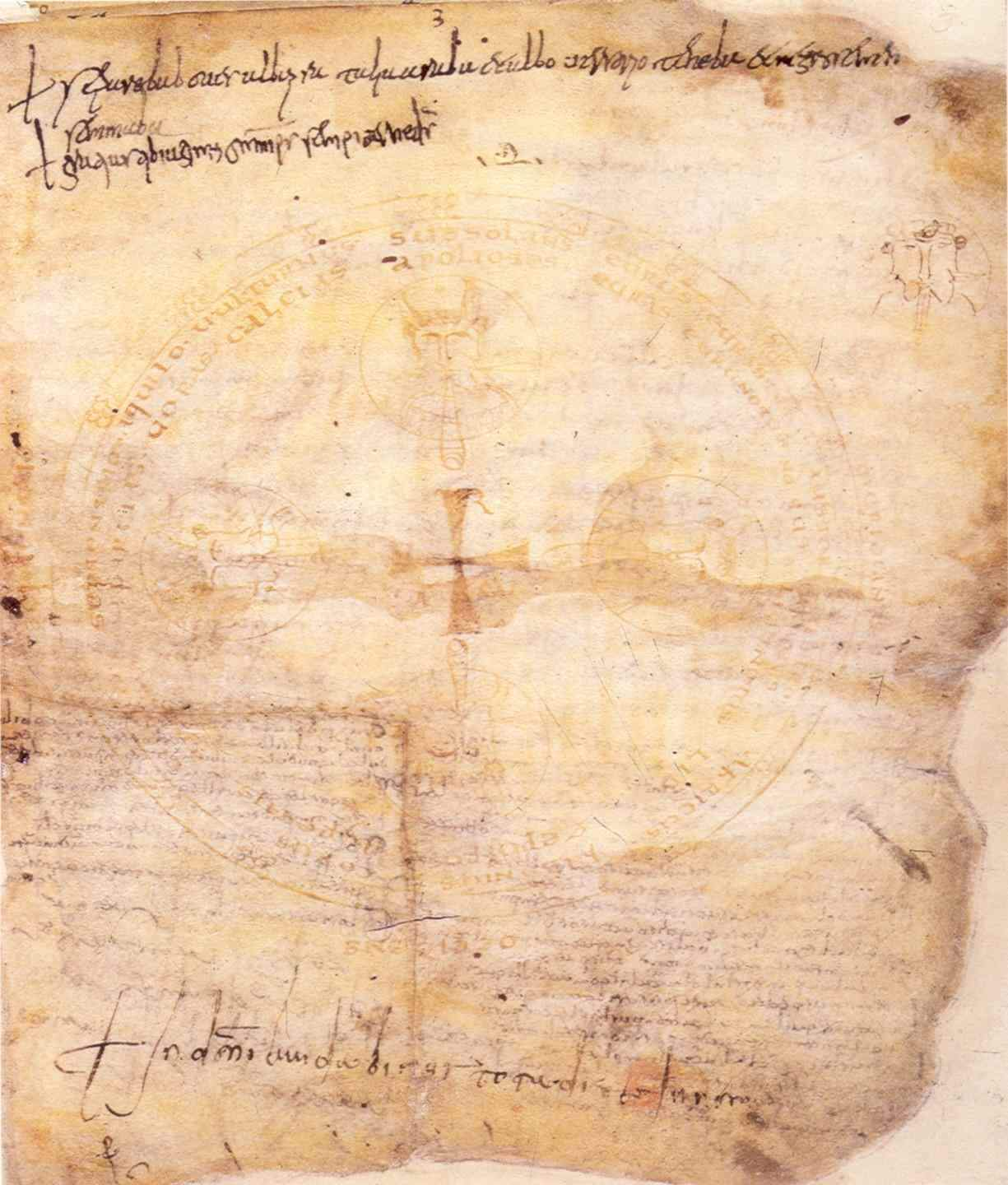
La pergamena che riporta il testo dell'Indovinello veronese

La prima testimonianza della nascita della lingua volgare veneta è l'Indovinello veronese, databile fra la fine dell'VIII e l'inizio del IX secolo, scritto in una lingua a metà tra il latino e il volgare. Di area veneta è il primo frammento totalmente in volgare risalente al 1193, il Ritmo bellunese che tratta della Conquista del Castel d'Ard. Sempre databile al XII secolo sono i versi d'amore della canzone Quando eu stava in le tu' cathene.

## Il Duecento
In questo secolo si assiste in Veneto ad un'esplosione di componimenti volti a soddisfare i gusti letterari delle emergenti classi urbane. Particolarmente ragguardevole è la produzione della Scuola Veronese, con in primis Giacomino da Verona, autore del poema in due parti, De Jerusalem celesti e De Babilonia civitate infernali. Di area padovana (ma secondo alcuni autori trevisana) è il Lamento della sposa padovana o della Bona çilosia di autore anonimo, opera in novenari rimanti a coppie, in cui una giovane sposa piange il marito partito per le crociate, rifiutando ogni altro conforto che non sia il ricordo dello sposo.

## Il Trecento
Per tutto il XIV secolo, il centro della produzione letteraria veneta continua ad essere Padova e la corte carrarese. In questo secolo compare la Bibbia istoriata padovana e viene tradotto dal latino un trattato di medicina originariamente in arabo, il Libro Agregà de Serapiom. Sono poi da ricordare, per il loro espressionismo, i sonetti in pavano rustico di Marsilio da Carrara e di Francesco di Vannozzo. Anche nella capitale della Marca zoiosa esisteva un attivo centro di produzione letteraria, in cui al volgare trevisano si accompagnavano il toscano e il provenzale: della fine del Trecento è la celebre Canzone contro l'amore di Auliver, scritta in un trevisano arcaico molto più vicino al bellunese che al veneziano. A testimoniare la fioritura e la varietà dei volgari veneti del Trecento, è la cosiddetta Tenzone dei tre volgari contenuta nel Canzoniere di Nicolò de' Rossi, in cui il trevisano si alterna al veneziano e al padovano. Tra i componimenti a carattere storiografico è da segnalare la Cronaca de la guera tra Veniciani e Zenovesi di Daniele Chinazzo sui fatti della guerra di Chioggia del 1379-1381.
Originali opere trecentesche sono quelle che nel loro complesso vanno sotto il nome di Letteratura franco-veneta, caratterizzate da una singolare mescolanza dei volgari veneti con il francese medievale. Tra le opere più note vi sono l'Entrée d'Espagne, di autore anonimo, e il suo proseguimento, La prise de Pampelune di Niccolò da Verona.

## Il Quattrocento
A partire dal Quattrocento Venezia inizia a far sentire la propria influenza in tutto il Veneto ed oltre, grazie al preminente ruolo politico assunto e al fiorire delle sue attività culturali (già alla fine del secolo saranno stati stampati a Venezia circa due milioni di volumi). Fra i più importanti autori lagunari del secolo vi è Leonardo Giustinian, creatore delle Canzonette e degli Strambotti, opere di carattere amoroso di ambito popolare e cittadino, scritte in un veneziano colto ed elegante, dotato di intrinseca musicalità e di numerose suggestioni letterarie. A Padova opera Iacopo Sanguinacci, erede della tradizione cortigiana di Francesco di Vannozzo e di Antonio Beccari. A partire dagli anni sessanta comincia ad imporsi la poesia satirica, con autori quali il veronese Giorgio Sommariva e il veneziano Antonio Vinciguerra.
Andrea Navagero, oratore e poeta dotato di grande memoria in quanto recitava interi libri di poesie, fu formato nella scuola dello storico Marco Antonio Sabellico. Egli continuò la "Storia di Venezia" iniziata dal Sabellico e successivamente terminata da Pietro Bembo.
Nello stesso periodo iniziano a circolare numerosi sonetti in pavano ed in veronese di ambientazione rustica, ma di evidente matrice letteraria e cittadina e un genere teatrale quale quello dei Mariazi, farse in rima che mettono in scena la lotta tra i diversi pretendenti alla mano di una donna, e che già preannunciano l'emergere nel secolo successivo del genio del Ruzante. Sempre in quest'epoca autori anonimi effettuano due traduzioni in veneto del romanzo di Tristano, conosciute come Tristano Veneto e Tristano Corsiniano.

## Il Cinquecento
Il Cinquecento è il secolo in cui il genere teatrale giunge alla sua maturazione. Enorme è il successo delle commedie di Angelo Beolco detto il Ruzante (1500-1542), scritte in un padovano rustico (pavan), che rappresentano in maniera molto efficace il mondo quotidiano dei poveri contadini, con le loro gioie, le loro disperazioni e la costante lotta contro le ingiustizie e l'ipocrisia dei potenti. Il linguaggio rustico del Ruzante è poi ripreso dal poeta Giambattista Maganza detto Magagnò, autore con i due poeti vicentini Agostino Rava e Marco Thiene delle Rime di Magagnò, Menon e Begotto in lingua rustica padovana.
Un interessante fenomeno linguistico è costituito invece dall'opera di Andrea Calmo (1510-1571); nelle sue commedie interagiscono personaggi che parlano ognuno con la propria lingua o dialetto, in una babele linguistica certo non troppo dissimile dall'ambiente veneziano dell'epoca, centro dei traffici commerciali e percorso da persone di ogni lingua e paese. Vi è un fiorire di poeti in lingua volgare tra cui: Alvise Priuli, il filosofo Nicolò Leonico Tomeo, Paolo Canale, Bernardo Navagero, Daniele Barbaro, Girolamo Querini, Trifone Gabriel e molti altri ancora. Da aggiungere che Daniele Barbaro fece stampare il primo trattato di prospettiva.
Nell'ambito della poesia erotica, già portata al successo da Pietro Aretino (che trascorse a Venezia la seconda parte della sua vita), si distingue Maffio Venier (1550-1586), noto tra l'altro per le sue accese diatribe in versi con la poetessa veneziana Veronica Franco.
Altre opere di questo periodo sono la commedia di anonimo La Venexiana, riscoperta solo nel 1928, e il poemetto anonimo La guerra de' Nicolotti e Castellani dell'anno 1521, che descrive la tradizionale guera dei pugni veneziana, in cui le due fazioni rivali di Nicolotti e Castellani si affrontavano presso il ponte dei Pugni.
A quest'epoca risale inoltre la traduzione in veneto de La navigazione di San Brandano, ad opera di un autore anonimo.
Da citare il veneziano Sebastiano Erizzo uno dei fondatori della numismatica, mentre il nobile Bernardo Cappello scrisse il canzoniere, una raccolta estremamente leggiadra per l'epoca.

## Il Seicento
Nel corso del Seicento la poesia in lingua veneta non dà grandi frutti. Uno dei pochi poeti veneti di questo periodo che siano degni di nota è Dario Varotari il Giovane, pittore figlio del Padovanino e autore anche di dodici satire in lingua veneta. Del 1693 è invece la traduzione in veneto della Gerusalemme liberata del Tasso ad opera di Tomaso Mondini, stampato col titolo El Goffredo del Tasso cantà alla barcariola.

## Il Settecento

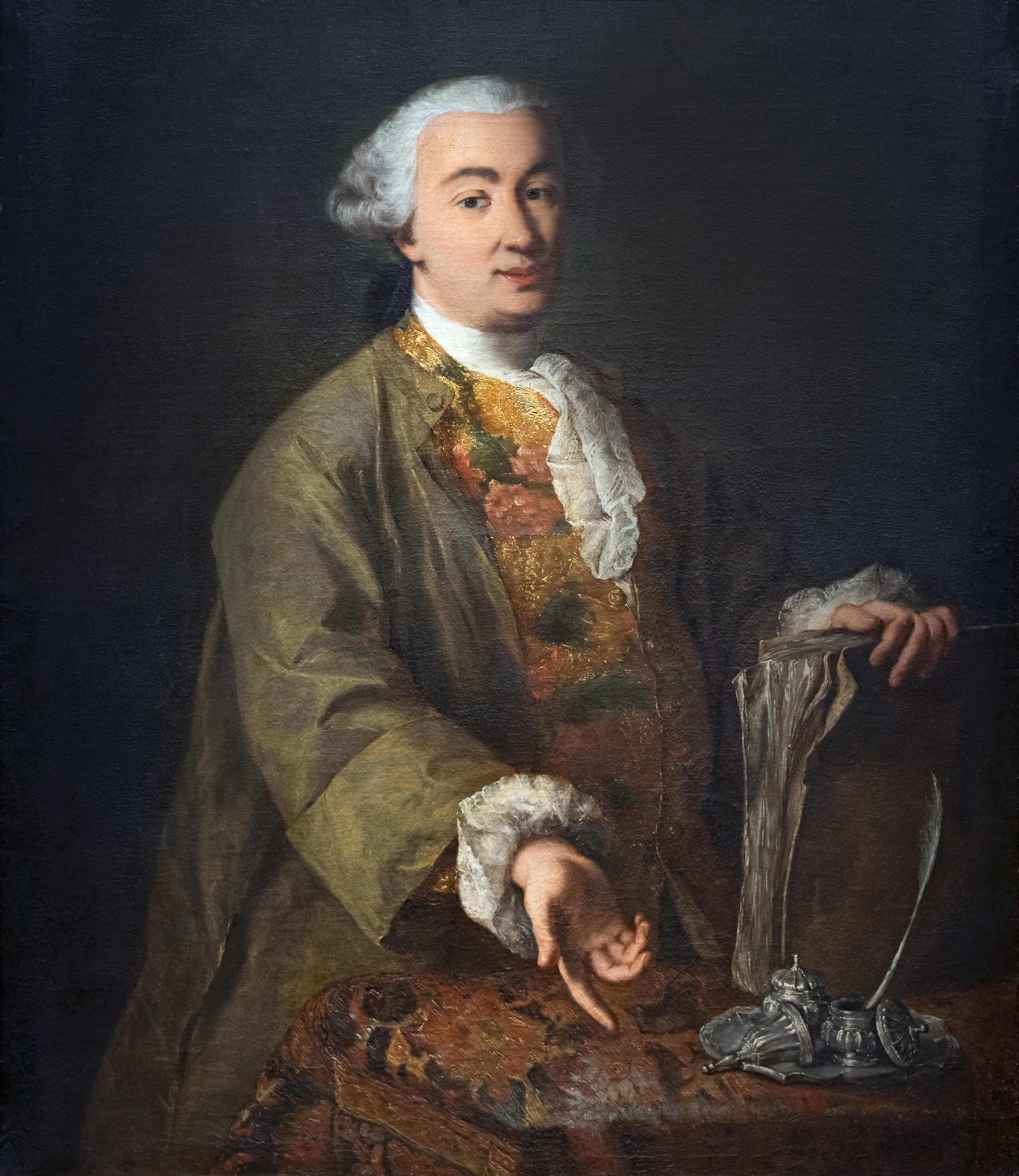
Carlo Goldoni

Nel Settecento Venezia, pur in declino e costretta ad un'attenta politica di neutralità, conosce una stagione di incredibile fioritura di tutte le arti, e tra queste la letteratura, che con Carlo Goldoni (1707-1793) giunge al punto più alto della sua storia. La riforma goldoniana del teatro riesce a far evolvere la commedia dell'arte, focalizzata sull'intreccio della vicenda e basata solamente su un canovaccio che lasciava molto spazio all'improvvisazione, in commedia organica e "di carattere", mettendo l'accento sul carattere dei personaggi, sui loro vizi e sulle loro virtù. Delle numerose commedie scritte da Goldoni in lingua veneziana, vale la pena citare perlomeno I rusteghi, Le baruffe chiozzotte e Sior Todero brontolon. Goldoni è autore inoltre di numerose poesie e poemetti in veneziano e in italiano. Carlo Goldoni scrisse circa 200 commedie in prosa ed in versi.

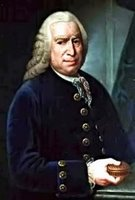
Giorgio Baffo

Nello stesso filone di Maffio Venier due secoli prima, cioè la poesia di argomento erotico, si inserisce Giorgio Baffo (1694-1768), autore di numerosi componimenti poetici licenziosi, ma spesso anche polemici verso la corruzione dilagante della città di Venezia, e soprattutto del clero. Molto critico verso il Goldoni, intraprende con lui una diatriba in versi in occasione della rappresentazione del Filosofo inglese scritto da quest'ultimo. Apollinaire, che tradurrà in francese alcune sue poesie, lo definirà "il più grande poeta priapeo mai esistito, ma, al contempo, uno dei massimi poeti lirici".
Un altro fondamentale protagonista del Settecento veneziano è il poeta Anton Maria Lamberti (1757-1832), autore di numerose e celebri canzonette, la più nota delle quali è probabilmente La biondina in gondoleta, musicata da Johann Simon Mayr.
Sono da ricordare inoltre le due traduzioni dell'Iliade di Omero da parte di Giacomo Casanova e Francesco Boaretti. Altri importanti autori tra la fine del Settecento e l'inizio dell'Ottocento sono Angelo Maria Labia, autore di intelligenti satire conservatrici in difesa della morale; Lodovico Pastò, che in due ditirambi elogia rispettivamente la polenta e il vino Friularo di Bagnoli, oltre ai poeti Francesco Gritti,  Pietro Buratti e Giovanni Battista Bada.

## L'Ottocento

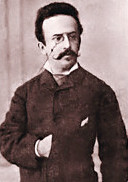
Giacinto Gallina

A seguito della caduta della Repubblica di Venezia ad opera di Napoleone e del passaggio sotto l'impero asburgico, anche la produzione letteraria in lingua veneta subisce un brusco declino, e in generale il livello artistico delle opere non è all'altezza del secolo precedente. Vi sono tuttavia alcuni autori interessanti, come Giacinto Gallina (1852-1897), che rilancia il teatro dialettale veneziano, in crisi dopo la morte di Goldoni.
In campo poetico degni di una citazione sono Jacopo Vincenzo Foscarini, Camillo Nalin, Antonio Negri, Pietro Pagello, Attilio Sarfatti e Riccardo Selvatico, che è anche sindaco di Venezia alla fine del secolo. Anche due noti librettisti e autori di testi teatrali in lingua italiana, Arrigo Boito e Francesco Maria Piave, si cimentano occasionalmente con la lingua veneta, con risultati tutt'altro che da scartare, come l'Elogio de la polenta di Boito e la canzonetta La regata veneziana di Piave, musicata da Gioachino Rossini. Nel 1859 lo storico dell'arte Gianjacopo Fontana pubblica una traduzione in veneziano del Vangelo secondo Matteo.

## Il Novecento
Già nell'Ottocento, con il declassamento di Venezia da capitale a semplice città fra le tante, Venezia perde a poco a poco la sua egemonia anche in campo culturale. Questo fenomeno si fa però molto più evidente nel corso del Novecento, con l'emergere di diversi importanti poeti dialettali, quasi tutti non veneziani. Il maggiore poeta veneto del XX secolo è probabilmente Biagio Marin (1891-1985), che scrive in una particolare varietà della lingua veneta parlata a Grado, sua città natale. Importanti sono anche il veronese Berto Barbarani (1872-1945), il triestino Virgilio Giotti (1885-1957), il vicentino Eugenio Ferdinando Palmieri (1903-1968), il trevisano Ernesto Calzavara (1907-2000) e Giacomo Noventa (1898-1960) da Noventa di Piave. Ognuno di questi si esprime nel proprio dialetto e contribuisce quindi ad arricchire la cultura veneta, in precedenza focalizzata quasi esclusivamente su Venezia, portandovi la propria specificità e le caratteristiche proprie delle tante culture locali del Veneto.
Il trevigiano Andrea Zanzotto (1921-2011) giunge perfino ad elaborare un proprio linguaggio artificiale, il petèl, ispirato al modo in cui gli adulti sono soliti vezzeggiare i neonati. In anni recenti si segnalano per la qualità della loro ricerca Gian Mario Villalta (1959-vivente), noto anche come poeta e narratore in lingua, che scrive nella variante veneta-liventina del pordenonese ed Ivan Crico (1968-vivente) che impiega la nativa parlata bisiaca del monfalconese. Il poeta Nereo Zeper ha tradotto inoltre in triestino l'Inferno di Dante. Sul finire degli anni ottanta si impone sul panorama poetico veneto la voce di Luciano Cecchinel (Revine Lago, 1947), il quale ha scritto alcune raccolte di versi nel dialetto della sua valle, recuperando una lingua che va perdendosi: si tratta di Al tràgol jért (1988), Senċ (1990) e Sanjut de stran (1998).

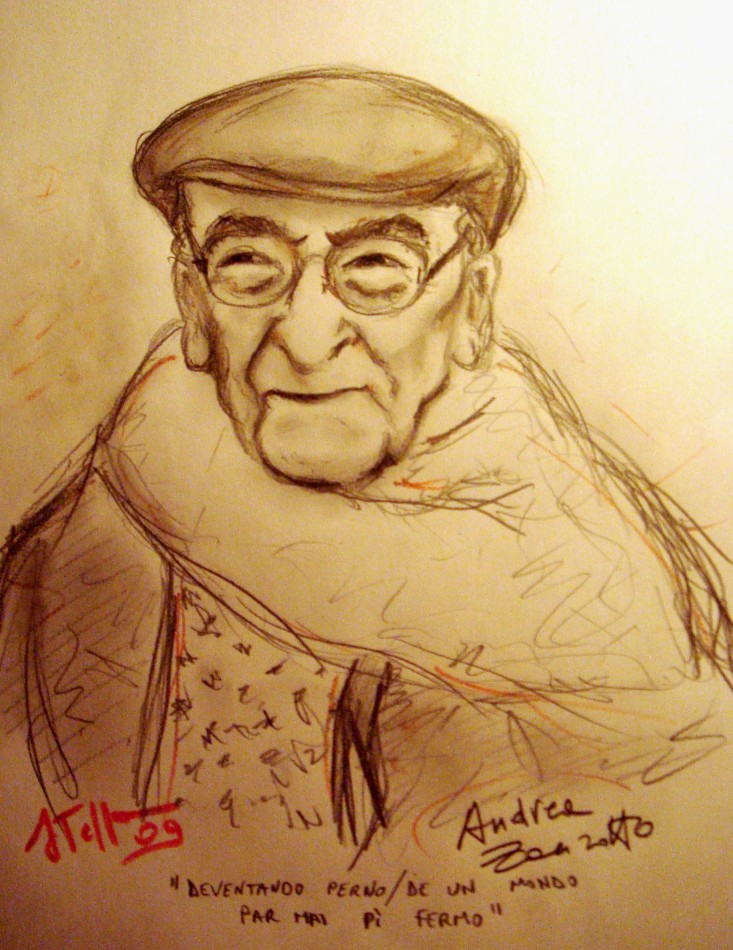
Ritratto di Andrea Zanzotto

Altri poeti notevoli si segnalano in area trevigiana: sono Pier Franco Uliana (nato nel 1951), che scrive nel dialetto rustico del Cansiglio, Fabio Franzin (nato nel 1963), che scrive nel dialetto di area opitergino-mottense, già elevato a lingua letteraria da Romano Pascutto, Paolo Steffan (nato nel 1988), con poesie in un dialetto di area coneglianese.
Nel teatro il maggior autore di questo periodo è il poeta e drammaturgo veneziano Domenico Varagnolo (1882-1949), che dà al teatro veneziano una forte spinta innovatrice. Nella scia di Varagnolo si pongono anche il veronese Renato Simoni (1875-1952) e il mantovano Gino Rocca (1891-1941), che pur non essendo veneziani producono anch'essi opere teatrali di buon livello in lingua veneziana.
Veneto è invece il poeta, drammaturgo, saggista Arnaldo Boscolo (1885-1963), autore di più di novanta Opere fra commedie in dialetto veneto e italiano, molte delle quali furono trasposte in altri dialetti (milanese, romanesco, siciliano, bolognese ecc.) e, furono rappresentate in moltissimi teatri italiani e, tradotte in tedesco e spagnolo, anche stranieri. Anche la RAI mise in onda alcune rappresentazioni sia radiofoniche, che televisive con le migliori Compagnie del tempo (Cesco Baseggio). 
Tra gli autori di commedie in dialetto istro-veneto, misto a triestino, figura il duo Carpinteri & Faraguna, forse più conosciuti per la serie di volumi delle Maldobrìe, raccolte di storie e racconti di ambiente giuliano-dalmata. 
Lo scrittore forse più rappresentativo dell'epoca è però il vicentino Luigi Meneghello (1922-2007), il cui romanzo Libera nos a Malo è ritenuto una delle opere più importanti del Novecento, non solo per la cultura veneta ma per quella italiana in generale. 
Meneghello nelle sue opere, scritte in una lingua italiana letteraria contaminata dal dialetto vicentino e da colte citazioni inglesi, traccia un affresco dell'ambiente paesano di Malo, il suo paese natale, descrivendone i mille fatterelli della vita quotidiana, sempre cercando di cogliere la vena umoristica di una società contadina che oggi si sta estinguendo.
Sempre nel Novecento, secolo che vede l'affermazione della "letteratura disegnata" (il fumetto), il noto fumettista Hugo Pratt, molto legato a Venezia, nella quale trascorse l'infanzia, utilizzerà sporadicamente la lingua veneta nelle avventure del suo celebre personaggio Corto Maltese. Ad esempio in Una ballata del mare salato (1967), albo che inaugura le avventure del marinaio Corto Maltese, a pag. 59, Pratt fa parlare i cannibali Senek della Nuova Pomerania in dialetto veneziano; anche il nome di un indigeno del racconto, Sbrindolin, proviene dalla lingua veneta.
Oltre a questo, il fumettista ambienta tre dei ventinove racconti (gli unici ambientati in Italia) nei dintorni del capoluogo marciano e in Corte sconta detta Arcana (1974) cita una poesia di "un poeta vernacolo veneziano", ovvero Eugenio Genero, suo nonno materno.